# Inntrøndelag

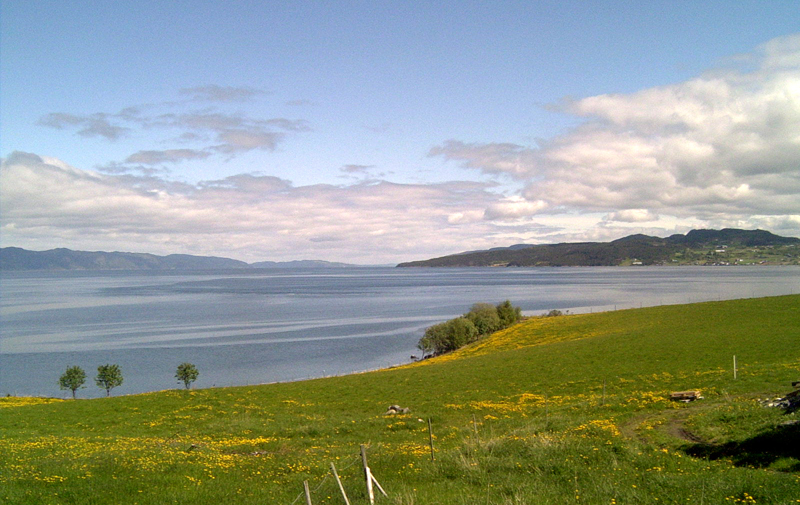
Trondheimsfjorden sedd från ön Tautra.

Inntrøndelag är ett geografiskt begrepp som i vissa sammanhang har använts som benämning på den del av dåvarande Nord-Trøndelag fylke som inte omfattas av landskapet Namdalen. Området brukar vanligtvis delas in i Innherred i norr respektive Stjørdalen i söder.